# Cercle de Djenné
Le cercle de Djenné est une collectivité territoriale du Mali dans la région de Mopti.

## Subdivisions
Il compte 12 communes : Dandougou Fakala, Derary, Djenné, Fakala, Femaye, Kéwa, Madiama, Néma-Badenyakafo, Niansanarié, Ouro Ali, Pondori et Togué Morari.
Depuis 2023, le cercle est divisé en 5 arrondissements et 11 communes, dont 1 commune urbaine : Djenné, codé en 0502.
| Code   | Arrondissement                   |
| ------ | -------------------------------- |
| 050201 | Arrondissement central de Djenné |
| 050202 | Arrondissement de Konio          |
| 050203 | Arrondissement de Kouakourou     |
| 050204 | Arrondissement de Mougna         |
| 050205 | Arrondissement de Taga           |

| Code     | Commune          |
| -------- | ---------------- |
| 05020101 | Derary           |
| 05020102 | Djenné           |
| 05020103 | Ouro Ali         |
| 05020104 | Pondori          |
| 05020105 | Madiama          |
| 05020201 | Dandougou Fakala |
| 05020202 | Niansanarié      |
| 05020301 | Kéwa             |
| 05020302 | Togué Mourari    |
| 05020401 | Néma Badenyakafo |
| 05020501 | Femaye           |